# Крук Петро Михайлович
Крук Петро Михайлович (нар. 20 березня 1985 р., Дубно) — український каноїст, який змагався наприкінці 2000-х. На літніх Олімпійських іграх 2008 року в Пекіні він вибув у півфіналі змагань у дисципліні С-2 на 1000 м.